# Doctor Manuel Velasco Suárez, Palenque
Doctor Manuel Velasco Suárez är en ort i Mexiko.   Den ligger i kommunen Palenque och delstaten Chiapas, i den sydöstra delen av landet, 900 km öster om huvudstaden Mexico City. Doctor Manuel Velasco Suárez ligger 134 meter över havet och antalet invånare är 161.
Terrängen runt Doctor Manuel Velasco Suárez är kuperad österut, men västerut är den platt. Doctor Manuel Velasco Suárez ligger nere i en dal. Runt Doctor Manuel Velasco Suárez är det glesbefolkat, med 16 invånare per kvadratkilometer. Närmaste större samhälle är La Arena, 9,6 km väster om Doctor Manuel Velasco Suárez. I omgivningarna runt Doctor Manuel Velasco Suárez växer i huvudsak städsegrön lövskog.